# Slovenje
Slovenje (nemško Slovenjach) je naselje v Občini Globasnica v Okraju Velikovec na Koroškem v Avstriji.